# Церковь Каллио
Церковь Каллио (фин. Kallion kirkko) — кирха в Хельсинки в районе Каллио. Является одной из доминант города.
Ежедневно в полдень и в шесть часов вечера с колокольни церкви звучит хорал, написанный композитором Яном Сибелиусом.

## История
Построена в период с 1908 по 1912 годы по проекту архитектора Ларса Сонка в стиле северный модерн (национальный романтизм). Высота церкви 65 метров.